# Усе золото світу (фільм, 1961)
«Усе золото світу» (фр. Tout l'or du monde) — французько-італійський чорно-білий комедійний фільм 1961 року режисера Рене Клера.

## Сюжет
За даними статистичних досліджень село Кабос славилося довголіттям його жителів, які довгі роки жили спокійно і щасливо поки не з'явився хитрий бізнесмен Віктор Арді (Філіп Нуаре), який вирішив побудувати тут великий міжнародний курорт. Йому вдалося скупити у селян майже усі земельні ділянки, тільки старий Матьє Дюмон (Андре Бурвіль) не хоче продавати своє родове гніздо, поблизу якого якраз і витікає «Джерело молодості». 

## Ролі виконують
- Андре Бурвіль — Матьє Дюмон, батько і двоє синів: Туан і Марсьяль
- Філіп Нуаре — Віктор Арді, промоутер
- Клод Ріш — Фред, секретар Віктора
- Альфред Адам[fr] — Жюль, шофер Віктора
- Ів Барсак[fr] — фотограф в окулярах
- Роберт Бурньє[fr] — директор крамниці
- Анні Фрателіні[fr] — Роза, покоївка
- Софія Грімальді[fr] — акторка
- Мішель Модо[fr] — Тоні, наречений Стелли
- Франсуаза Дорлеак — журналістка

## Навколо фільму
- Це був перший і єдиний раз, коли Рене Клер, який творив свої музичні комедії у студії, фільмував на природі.
- У фільмі Бурвіль також з'являється в ролі власних синів.